# Stefan Lövgren
Stefan Lövgren (Partille, 22. veljače 1964.) je nekadašnji rukometaš reprezentacije Švedske.
Karijeru je započeo u klubu Skepplanda BTK, gdje je igrao još od juniorskih dana, da bi nakon toga osam godina igao Redbergslidsu. Godine 1998. prelazi u TV Niederwürzbach, gdje igra jednu sezonu, da bi 1999. prešao u THW Kiel, gdje će igrati 10 godina i osvojiti 7 prvenstava, 4 kupa i 1 Ligu prvaka. 
Za reprezentaciju je nastupao od 1993. do 2006. i skupio ukupno 268 nastupa i postigao 1138 golova. Sa Švedskom je jednom bio svjetski prvak, a bio je jedan od rijetkih igrača koji je sudjelovao u osvajanju sve četiri švedske zlatne medalje na Europskim prvenstvima. Osvojio je i dvije srebrne olimpijske medalje. 

## Dosadašnji klubovi
- Redbergslids IK
- TV Niederwürzbach
- THW Kiel

## Uspjesi

### Olimpijske igre
- Atlanta 1996.- srebro
- Sydney 2000.- srebro

### Svjetsko prvenstvo
- Egipat 1999.- zlato
- Japan 1997.- srebro
- Francuska 2001.- srebro
- Island 1995.- bronca

### Europsko prvenstvo
- Portugal 1994.- zlato
- Italija 1998.- zlato
- Hrvatska 2000.- zlato
- Švedska 2002.- zlato

## Vanjske poveznice
- profil  Arhivirana inačica izvorne stranice od 14. listopada 2012. (Wayback Machine)